# 周赧王
周赧王（？—前256年），姓姬，名延，或名赧，皇甫謐说名诞。《竹書紀年》作周隱王，為周慎靚王之子。史文常作王赧，《史記》誤為諡號。他即位于前314年。赧王在位59年，是周朝在位最长的君主，也是周朝的最後一位君主。
他在位时期，周王室的影响力仅限于王畿（现在的洛阳附近，当时是東周的首都）。早在他的祖父周显王在位期间，秦国的势力迅速膨胀。赧王五十九年，驾崩。是年，秦昭襄王迁九鼎，占王畿，灭周朝。

## 生平
其父周慎靚王在位时住在东周国，受东周公保护供养，慎靚王在位六年后去世，东周公表示不愿继续供养周天子，于是赧王只得求助西周公接纳，遷至西周国居住。

## 灭亡
周赧王五十六年（前259年），发生邯郸之战，秦军围攻邯郸，魏国和楚国都起兵相救，大破秦军。周赧王五十九年（前256年），秦国攻佔韓國的陽城負黍聚，西周文公害怕。而楚考烈王又決定组织各国合纵抗秦，同时派人到周赧王处，请求周赧王以天下共主名义下达组建联军的命令，赧王为此求助于西周文公，西周文公倾国力组建起一支五六千人的小军队，与诸侯商定在伊阙会师。但最後只有楚國和燕国軍隊到達，这么一点军队根本无法与秦国抗衡，周赧王无奈遣散了军队，楚国和燕国的军队也各归各国。當時周赧王為了聯軍的開銷，向當地富商巨贾借高利贷，並答應灭秦班師之日以戰利品歸還。事後當地富人向周赧王討債，周赧王无力偿还，只好躲到宮內一座高台，此台後被稱為「避债台」，成語「債台高築」因此而來。
秦昭襄王得知周赧王合纵攻秦的事情，勃然大怒，令将军摎进攻西周国，西周文公奔往秦国谢罪投降，并献出全部土地和人口，秦昭襄王放西周文公和周赧王归国，周赧王与西周文公因为合纵失败，欠债无法归还，再加上被秦国灭国，一连串的打击使得二人抑郁成疾，在当年就双双病逝，西周百姓东逃，秦国取九鼎。七年后，秦国灭东周国。

## 影視作品
- 《大秦賦》由尹鑄勝飾演。

## 相關成語
- 債台高築